# William Bradley (géant)
Pour les articles homonymes, voir William Bradley et Bradley.
William Bradley, né le 10 février 1787 et mort le 30 mai 1820, plus communément appelé Géant Bradley ou Géant du Yorkshire, est le Britannique le plus grand ayant jamais existé avec ses 2,36 mètres (soit 7 pieds 9 pouces) .

## Biographie
Né à Market Weighton dans le Yorkshire de l'Est, William est le quatrième fils d'une famille de treize enfants et pesait 6.35kg (soit 14 livres) à la naissance . Son père, un maître-tailleur mesurait 1.75m (5 pieds 9 pouces) alors que ses frères et sœurs ainsi que sa mère Anne étaient de taille normale. Une sœur morte par accident à l'âge de seize ans, était grande.
À l'école, il aurait été taquiné à cause de sa grande taille bien qu'il faisait peur à de nombreux élèves . Les professeurs auraient puni ceux qui se comportaient mal en intimant à William de les maintenir au-dessus des hautes traverses jusqu'à ce qu'ils lui demandaient de les reposer à terre . Après avoir quitté l'école, il a travaillé dans une ferme près de Pocklington pour un salaire misérable inférieur à 10 shilling par semaine.

### Le Géant du Yorkshire
Bradley voyage avec un groupe de forains sous le nom de Géant du Yorkshire - à l'époque, les Freak show étaient populaires et attiraient beaucoup de monde. Étant reconnu comme le plus grand Britannique, il est un véritable atout de l'entreprise au même titre que l'énorme porc du Yorkshire, élevé à Sancton, non loin de Market Weighton.
Après avoir participé à plusieurs foires et fêtes foraines dans tout le pays, y compris Hull Fair (en), l'une des plus grandes d'Europe, William quitte ses gardiens en 1815 pour se débrouiller tout seul. Il prévoyait de demander 1 shilling à tous ceux qui venaient le voir dans une chambre louée pour l'occasion dans différentes villes. Il a même été présenté au roi George III à Windsor qui lui donne une montre à gousset en or que William a porté tout le reste de sa vie .
William Bradley meurt le 30 mai 1820, chez lui à Market Weighton, à l'âge de 33 ans. Il a été enterré à l'intérieur de l'église par peur des pilleurs de tombe . Sa maison trône toujours sur Market Hill et l'A1079 road (en) qui passe à Market Weighton a été baptisée "Giant Bradley Way" en son honneur.

## Giant Community Day
Un festival est organisé chaque année en mémoire de William Bradley dans sa ville natale de Market Weighton. L'événement qui a lieu en mai depuis 1996 rassemble des centaines de personnes dans la ville. C'est une fête familiale avec divers jeux, animations, de nombreux stands et autres attractions dont le fameux "Weighton lash". Christopher Greener (en), le plus grand européen vivant pendant une période, a participé à l'événement par le passé 